# Eem
Pour les articles homonymes, voir Eem.
L'Eem est un fleuve néerlandais, de la province d'Utrecht.

## Géographie

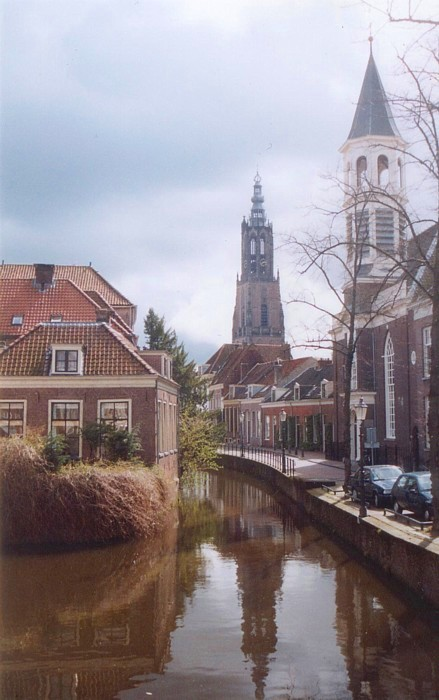
L'Eem à Amersfoort

L'Eem naît du confluent de plusieurs ruisseaux issus de la région de la Veluwe, dont le Heiligenbergerbeek, le Barneveldse Beek et le Lunterse Beek sont les plus importants. Ce confluent est situé à Amersfoort, dont le nom signifie gué dans l'Eem. En plus, la rivière est alimentée par le Valleikanaal, qui permet également une communication avec le Rhin inférieur.
Ensuite, le fleuve se dirige vers le nord, et passe à l'est de Soest, Baarn et Eemnes avant de se jeter dans l'Eemmeer. Autrefois, l'Eem se jetait directement dans le Zuiderzee. D'une longueur de 19 km, l'Eem joue un rôle essentiel dans l'évacuation des eaux de la région de la Vallée de Gueldre (Gelderse Vallei).
La particularité de l'Eem est d'être un des rares fleuves (voire le seul[réf. nécessaire]) dont la source, l'embouchure et la totalité du bassin versant sont situés aux Pays-Bas.
À la suite de l'affaissement des sols à cause de l'assèchement du terrain, le fleuve est situé à un niveau plus élevé que les terres autour. Ainsi, il est difficile de maintenir le niveau d'eau dans l'Eem. Lorsqu'en été, le niveau d'eau est faible, on alimente l'Eem en eau en provenance du Rhin inférieur par le Valleikanaal.

## Source
- (nl) Cet article est partiellement ou en totalité issu de l’article de Wikipédia en néerlandais intitulé « Eem » (voir la liste des auteurs).